# Chuck Garland
Charles Stedman Garland, meglio noto come Chuck Garland (Pittsburgh, 29 ottobre 1898 – Baltimora, 28 gennaio 1971), è stato un tennista statunitense.

## Carriera
Nel 1920 vinse il doppio maschile di Wimbledon in coppia con Richard Norris Williams sconfiggendo Algernon Kingscote e James Cecil Parke (4-6, 6-4, 7-5, 6-2). 
Nel 1969 è stato inserito fra i membri dell'International Tennis Hall of Fame.